# شهرستان شیهوا

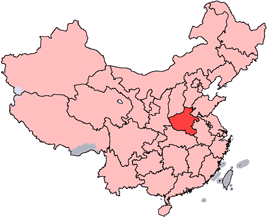
شهرستان شیهوا روی نقشه

شهرستان شیهوا (به لاتین: Xihua County) یک شهرستان‌های جمهوری خلق چین در چین است که در ژوکو واقع شده‌است.